# Kivinõmme
Koordinaten: 59° 10′ N, 27° 35′ O
Kivinõmme ist ein Dorf (estnisch küla) in der Landgemeinde Alutaguse (bis 2017 Illuka). Es liegt im Kreis Ida-Viru (Ost-Wierland) im Nordosten Estlands.

## Beschreibung
Das Dorf hat 16 Einwohner (Stand 2011). Im Ort befindet sich die Forstverwaltung des Gebiets. Bei dem Dorf liegt das Landschaftsschutzgebiet Kivinõmme (Kivinõmme maastikukaitseala).

## Kalevipoeg
Kivinõmme ist eng mit dem estnischen Sagenhelden Kalevipoeg verbunden. Beide Beine durch sein eigenes Schwert abgeschlagen soll Kalevipoeg auf Knien bei der Verfolgung der Feinde in Kivinõmme zusammengebrochen sein und seinen Tod gefunden haben. Im Wald von Kivinõmme liegt unter einem Hügel angeblich sein Grab. Archäologen haben in der Tat eine Höhle aus der mittleren Eisenzeit nachgewiesen. 
Ein Gedenkstein im Mischwald markiert die Stelle. Der Volksmund behauptet, dass dort auch ein großer Goldschatz vergraben sei.
Die Beine des Helden sind hingegen unter einer Eiche im Garten des sechs Kilometer entfernten Klosters von Kuremäe beigesetzt. Andere behaupten wiederum, Kalevipoegs Grab befinde sich unter dem Domberg der estnischen Hauptstadt Tallinn.